# Terre errante
Terre errante (titre original : 流浪地球) est une nouvelle longue (voire un roman court) de science-fiction de Liu Cixin publiée en 2000. Elle paraît en France en 2020 chez Actes Sud, dans la collection Exofictions, no 38, avec une traduction de Gwennaël Gaffric  (ISBN 978-2-330-13053-4).
Elle est adaptée au cinéma en 2019 par Frant Gwo sous le titre The Wandering Earth. Une adaptation en bande dessinée paraît en France en 2022 chez Delcourt, dans la collection Néopolis, sous le titre La Terre vagabonde  (ISBN 978-2413038009) qui constitue le premier tome de la série «Les futurs de Liu Cixin».
La nouvelle évoque l'hypothèse que le Soleil risque d'exploser et de devenir une géante rouge à moyen terme. Face au risque, l'humanité décide d'instituer un gouvernement mondial puis de modifier la trajectoire de la planète de façon à la diriger vers l'étoile la plus proche, Proxima du Centaure. La tâche est ardue et prend plusieurs siècles d'efforts. La nouvelle commence au moment de l'opération consistant à freiner la planète sur sa trajectoire pour la propulser vers Proxima du Centaure, et se termine lorsqu’elle quitte le système solaire, au moment où le Soleil devient effectivement une supernova. L'auteur prend, comme témoin des événements qui se déroulent sur Terre, un Chinois, dont on suit la vie depuis son enfance (lorsque la Terre est freinée de sa trajectoire) jusqu'à son grand âge (lorsque la Terre quitte le système solaire).

## Résumé
La nouvelle est divisée en quatre chapitres de tailles inégales.
- « L'Ère du freinage »

Les astronomes ont découvert que le Soleil n'avait plus que quelques milliers d'années à vivre et qu'il allait bientôt se transformer en Géante rouge. La catastrophe n'étant pas imminente, mais étant certaine, l'humanité crée un gouvernement mondial chargé de trouver une solution. L'hypothèse de créer des vaisseaux spatiaux emportant quelques milliers d'hommes et de femmes est écartée. Le projet est formé de modifier la trajectoire de la Terre : ce sera la planète elle-même qui deviendra une « Arche stellaire ».
Des milliers de moteurs ultrapuissants sont installés partout sur la planète. L'opération prend trois cents ans. Puis la Terre est freinée sur son axe de manière à rester stable. Elle est ensuite projetée, grâce aux moteurs, dans le vide intersidéral en direction de Proxima du Centaure, l'étoile la plus proche. Le voyage intersidéral devra durer 2 500 ans.
- « L'Ère de la fuite »

La planète est donc projetée à travers le Système solaire. Elle passe près de Jupiter et continue sa route jusque vers Pluton.
Les océans sont gelés. Il n'y a plus ni végétaux ni animaux. 
Les humains se sont réfugiés dans d'immenses villes souterraines.
- « La Rébellion »

Depuis cinquante ans la Terre a quitté son orbite. Les observations du soleil et les résultats de sondes lancées vers lui montrent qu'il n'existe aucun signe prouvant que le soleil pourrait devenir une supernova à court ou moyen terme. Le doute s'installe dans la population : et si tout était faux ? et si le gouvernement mondial avait menti dès le début ? et si le Soleil avait encore des millions d'années de vie devant lui ? 
Lassés des conditions de vie monacales et stressantes, étouffés par la promiscuité et l'absence de lumière naturelle, les gens s'impatientent. Les rumeurs s'amplifient et les doutes deviennent rébellion, avant de devenir révolution. Des armées se créent et prennent le contrôle de vastes zones sur Terre. En définitive, le gouvernement mondial tombe et ses dirigeants et fonctionnaires sont massacrés. Peu de temps après, le Soleil explose et devient supernova, comme les astronomes l’avaient prévu quelques siècles auparavant.
- « L'Ère de l'Errance »

Il n'y a plus d'atmosphère : le froid intense a projeté sur le sol l'azote, l’oxygène et le dioxyde de carbone de l'air, qui sont visibles sous forme de paillettes.
Le voyage continue, et tout laisse penser que l'humanité, qui veut survivre, arrivera dans 2 500 ans près d'Alpha du Centaure.

## Compléments